# 李卡度
李 卡度（繁体字中国語: 李 卡度、英語: Lee Ka To Cado、カドー・リー、1991年12月27日 - ）は、香港のラグビーユニオン選手。15人制ラグビーおよび15人制ラグビーの香港代表。主たるポジションはスクラムハーフ。

## 生涯
1991年に香港で誕生。両親はマラソン競技の愛好家で、彼もまた幼い頃から様々な競技と触れ合った。小学校の時にはトライアスロン競技にも参加した。ラグビーユニオン競技に触れたのは、英国ヨークの中等学校に在学していた時であった。2009年にイギリスの大学入学試験において体育と数学の科目がBグレードの結果であった。彼は香港に戻り、香港大学で運動科学を専攻した。
2011年11月、李卡度は7人制ラグビー香港代表に選出され、HSBCアジアセブンズシリーズ第3戦に参加した。彼は卓越したパフォーマンスで、大会MVPを獲得した。彼はまた、同年の香港協会の最優秀新人賞や、香港代表の年間ベストセブンにも選出された。しかしながら彼は練習中の怪我により、翌年の香港セブンズに参加する機会を逃した。
2013年、李卡度は香港大学を卒業後、続いて香港教育学院で体育の教育課程を修了。同年に香港セブンズに出場し、ボウル戦での香港の準優勝に貢献した。しかしながら右膝靱帯断裂の怪我を負い、1年超の休養を余儀なくされた。彼はラグビーワールドカップやワールドゲームズ、全国運動会、アジアセブンズシリーズ等に参加できなかった。
2014年9月、李卡度は韓国の仁川で開催されたアジア競技大会の7人制ラグビー競技で、香港代表に選出された。香港代表は決勝まで進み、銀メダルを獲得した。2017年、NECグリーンロケッツに加入。同年8月19日に行われたジャパンラグビートップリーグ第1節の東芝ブレイブルーパス戦にて途中出場で公式戦初出場を果たしたものの、2018年、NECグリーンロケッツを退団した。